# Flucht in die Fremdenlegion
Flucht in die Fremdenlegion ist ein in der Nordsahara spielender deutscher Abenteuer-Stummfilm aus dem Jahr 1929 des Schauspielers Louis Ralph mit Hans Stüwe in der Hauptrolle. 

## Handlung
Ingenieur Georg Leitron gerät mit dem Bankier Leroi, dessen Tochter Yvonne Leitrons Verlobte ist, in einen heftigen Disput. Wenig später wird dieser erschossen aufgefunden, der Täter ist unbekannt. Da der Verdacht automatisch auf Leitron fällt und dieser seine Unschuld nicht beweisen kann, begeht er die Dummheit und flieht ins Ausland. In Nordafrika gestrandet, schließt er sich der spanischen Fremdenlegion an. Da sich inzwischen daheim Leitrons Unschuld herausgestellt hat, reist Yvonne ihrem Verlobten nach Nordafrika nach, um Georg die frohe Kunde zu überbringen.
Tatsächlich spürt sie Leitron auf, doch ehe die beiden in Richtung Heimat fliehen können, erhält Legionär Leitron einen Marschbefehl. Jetzt endlich kann der von allen Vorwürfen befreite Europäer seine Tapferkeit beweisen. Als es zum Kampf kommt gegen aufständische Araber, die das spanische Fort erstürmen wollen, beginnen einige Legionäre zu meutern. Leitron aber sorgt für Zusammenhalt und führt seine Männer mutig in die Schlacht. Die Beduinen werden besiegt, und zum Dank dafür entlässt Leitrons Kommandeur ihn wieder in die Freiheit.

## Produktionsnotizen
Gedreht im Januar und Februar 1929 in der spanischen Exklave Ceuta, wurde Flucht in die Fremdenlegion zweimal der Zensur vorgelegt, ehe der Film am 30. Juli 1929 in Berlins Capitol-Kino uraufgeführt werden konnte. Der Siebenakter besaß eine Länge von 2464 Metern und wurde mit Jugendverbot belegt.
Edgar G. Ulmer übernahm die Produktionsleitung und gestaltete zugleich die Filmbauten. William Zeiske übernahm die Aufnahmeleitung. 

## Kritiken
Heinz Pol empörte sich in der Vossischen Zeitung: „Fürwahr, der Nationalismus treibt im deutschen Film seltsame Blüten: Um ein Muster soldatischer Männlichkeit und Disziplin zu zeigen, geht man schon bis zur Fremdenlegion nach Afrika. Photographisch ist der Film ausgezeichnet, während die Darstellung dem Inhalt kongenial ist. Hans Stüwe, teils starr, teils posenhaft“.
Alfréd Kemény verschärfte sogar den Ton. In der kommunistischen Roten Fahne schrieb er: „So erscheint dem kleinen filmversnobten Moritz … das Leben spanischer Fremdenlegionäre und ihr Kampf mit den Arabern … Verlogen, trotz Originalaufnahmen in Afrika. Doch pazifistisch … als ob die Hersteller des Filmes gegen die Fremdenlegion wären. […] ‚Tapferkeit und Disziplin‘ wird hochgehalten. Heilig ist der spanische Imperialismus. […] Ein widerlicher Reißer.“